# Efferia pinali
Efferia pinali este o specie de muște din genul Efferia, familia Asilidae, descrisă de Wilcox în anul 1966.
Este endemică în Arizona. Conform Catalogue of Life specia Efferia pinali nu are subspecii cunoscute.